# GP Adrie van der Poel

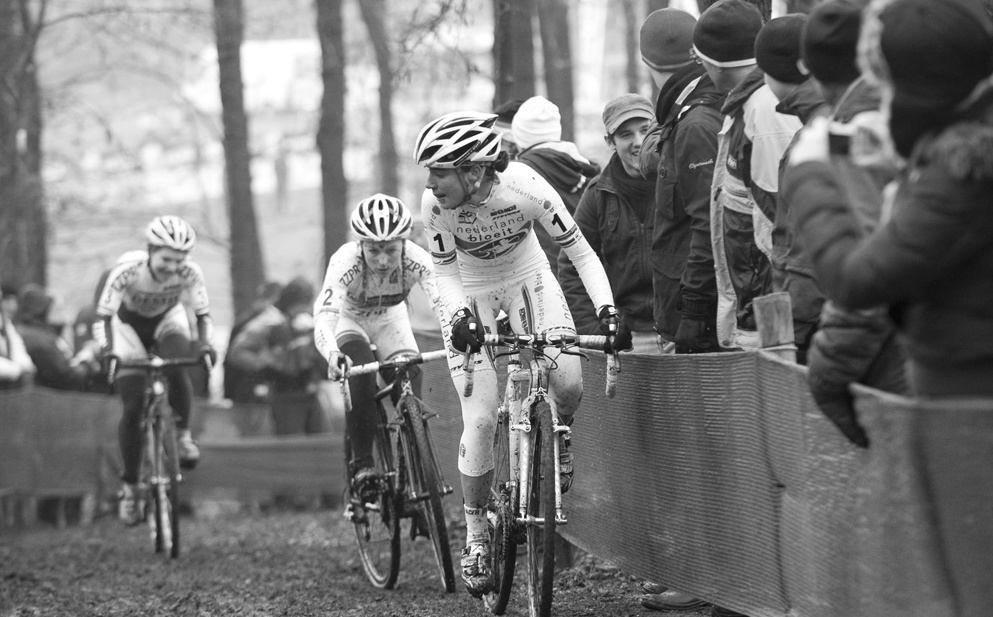
Marianne Vos führt 2010 das Rennen an, im Regenbogentrikot der Weltmeisterschaften 2009, die sie ebenfalls in Hoogerheide gewann.

Der GP Adrie van der Poel ist ein niederländisches Cyclocrossrennen, das in Hoogerheide stattfindet. Das Rennen zählt zum Cyclocross-Weltcup, wo es üblicherweise den Abschluss bildet. Benannt ist es nach dem ehemaligen niederländischen Cyclocrossfahrer und Weltmeister Adrie van der Poel, der in Hoogerheide geboren wurde.

## Geschichte
Das heutige Rennen besteht seit 2000 und wurde erstmals zu Ehren von Adrie van der Poel veranstaltet, der bei diesem Rennen seine Karriere beendete. Bereits zuvor hatte es an anderer Stelle in Hoogerheide, am Vinkenberg nördlich des Orts, ein jährliches Cyclocross-Rennen gegeben, das Adrie van der Poel 1999 gewonnen hatte. Der jetzige Parcours durchläuft die Wiesen und Wälder am südwestlichen Ortsrand, als Start- und Zielgerade dient der Scheldeweg.
Anfang der 2000er Jahre fand der Cross noch Mitte Februar statt. In der Saison 2002/2003 war er erstmals Teil des Weltcups, wo er seitdem eine feste Größe ist. Im Weltcup bildet der GP Adrie van der Poel traditionell das Abschlussrennen, eine Woche vor den Cyclocross-Weltmeisterschaften, also in der zweiten Januarhälfte. Die Mitgliedschaft im Weltcup brachte auch die Einrichtung eines Rennens für Frauen mit sich.
Die Austragungen 2009, 2014 und 2023 entfielen zugunsten der in diesen Jahren in Hoogerheide stattfindenden Weltmeisterschaften. Die Ausgabe 2021 entfiel aufgrund der Corona-Pandemie. Anlässlich der Cyclocross-Weltmeisterschaften 2009 wurde am Ortseingang von Hoogerheide eine Cyclocross-Skulptur aufgestellt, die auf die Bedeutung des Rennens für den Ort hinweist.
Adrie van der Poel ist heute in der Organisation für die Kursgestaltung zuständig. Sein Sohn Mathieu van der Poel ist mit sieben Erfolgen Rekordsieger, zudem wurde er 2023 in Hoogerheide Weltmeister. Die Weltmeisterschaften 2009 bzw. 2014 gewannen Niels Albert respektive Zdeněk Štybar. Bei den Frauen ist Marianne Vos mit vier Erfolgen die Rekordsiegerin, sie gewann zudem die WM-Ausgaben 2009 und 2014 in Hoogerheide. Weltmeisterin 2023 in Hoogerheide war Fem van Empel.

## Siegerliste

### Männer
- 2000:  Richard Groenendaal
- 2001:  Richard Groenendaal
- 2002:  Erwin Vervecken
- 2003:  Sven Nys
- 2004:  Mario De Clercq
- 2005:  Sven Nys
- 2006:  Erwin Vervecken
- 2007:  Sven Nys
- 2008:  Lars Boom
- 2009: nicht ausgetragen (Weltmeisterschaften)
- 2010:  Niels Albert
- 2011:  Niels Albert
- 2012:  Kevin Pauwels
- 2013:  Martin Bína
- 2014: nicht ausgetragen (Weltmeisterschaften)
- 2015:  Mathieu van der Poel
- 2016:  Mathieu van der Poel
- 2017:  Lars van der Haar
- 2018:  Mathieu van der Poel
- 2019:  Mathieu van der Poel
- 2020:  Mathieu van der Poel
- 2021: abgesagt (Corona-Pandemie)
- 2022:  Eli Iserbyt
- 2023: nicht ausgetragen (Weltmeisterschaften)
- 2024:  Mathieu van der Poel
- 2025:  Mathieu van der Poel

### Frauen
- 2002:  Daphny van den Brand
- 2003:  Daphny van den Brand
- 2004:  Reza Hormes-Ravenstijn
- 2005:  Mirjam Melchers
- 2006:  Daphny van den Brand
- 2007:  Hanka Kupfernagel
- 2008:  Hanka Kupfernagel
- 2009: nicht ausgetragen (Weltmeisterschaften)
- 2010:  Marianne Vos
- 2011:  Katherine Compton
- 2012:  Marianne Vos
- 2013:  Marianne Vos
- 2014: nicht ausgetragen (Weltmeisterschaften)
- 2015:  Eva Lechner
- 2016:  Sophie de Boer
- 2017:  Marianne Vos
- 2018:  Sanne Cant
- 2019:  Lucinda Brand
- 2020:  Lucinda Brand
- 2021: abgesagt (Corona-Pandemie)
- 2022:  Marianne Vos
- 2023: nicht ausgetragen (Weltmeisterschaften)
- 2024:  Fem van Empel
- 2025:  Lucinda Brand